# Жайворонок Богдан Сергійович
Богда́н Сергі́йович Жа́йворонок (1982—2014) — солдат добровольчого батальйону патрульної служби міліції особливого призначення «Дніпро-1».

## Життєвий шлях
Народився 1982 року в Києві. 1999 року закінчив ЗОШ у селі Гордіївка Канівського району, по тому — Дарницький технічний ліцей міста Києва. Із сім'єю переїхав до міста Остер Козелецького району. Протягом 2001—2003 років проходив строкову військову службу в лавах ЗСУ. Демобілізувавшись, працював у компанії з виготовлення та ремонту дверей.
У часі війни — міліціонер, батальйон патрульної служби міліції особливого призначення «Дніпро-1».
Загинув 29 серпня 2014-го під час виходу з оточення поблизу Іловайська. Їхав по «гуманітарному коридору» в мікроавтобусі батальйону «Миротворець». Потрапили під обстріл, йшли пішки, потім добиралися в автівці батальйону «Ніссан». Поруч з селом Горбатенко Старобешевського району знову потрапили під обстріл — там його бачили востаннє, був непритомний, але ушкоджень не мав — лежав біля автівки, що потрапила у воронку. Згодом автівка була знищена, проте біля неї нікого не було.
Без Богдана лишились мама, дружина, син Семен 2011 р. н.
У жовтні 2015-го перепохований у Дніпропетровську на Краснопільському цвинтарі.

## Нагороди
- 14 листопада 2014 року за особисту мужність і героїзм, виявлені у захисті державного суверенітету та територіальної цілісності України, вірність військовій присязі під час російсько-української війни, відзначений — нагороджений орденом «За мужність» III ступеня (посмертно).
- Його портрет розміщений на меморіалі «Стіна пам'яті полеглих за Україну» в Києві: секція 3, ряд 10, місце 18
- Вшановують 29 серпня на щоденному ранковому церемоніалі вшанування українських захисників, які загинули цього дня в різні роки внаслідок російської збройної агресії[1]
- Іловайський Хрест (посмертно)